# Cimolesta
Los cimolestos (Cimolesta) son un orden extinto de mamíferos placentarios. En algunas clasificaciones se incluyen en este orden a los pangolines (Pholidota) pero la tendencia general es considerarlos un orden propio.
Los Cimolesta incluyen varios grupos muy diferentes entre sí, y a veces tratados como órdenes separados (que haría a Cimolesta un clado entre orden y superorden): los Pantodonta, los insectívoros Didelphodonta (con el conocido género Cimolestes, un posible ancestro de los Carnivora) los Tillodontia, los Taeniodonta y los Apatotheria. 
Algunos grupos se cree que  descenderian de los Cimolesta:  Pholidota (que podría ser un suborden de Cimolesta), Creodonta y Carnivora.

## Clados
- Didelphodonta
- Apatotheria
- Taeniodonta
- Tillodontia
- Pantodonta
- Pantolesta
- Pholidota ¿?